# Österreichische Exilbibliothek
Die Österreichische Exilbibliothek wurde 1993 im Literaturhaus in Wien gegründet. Mit dem Schwerpunkt Literatur, Theater, Publizistik, Musik, Kunst, Kulturwissenschaft und Verlagsgeschichte stellt sie Österreichs umfangreichste Spezialbibliothek zum Thema künstlerisches Exil dar.
Die Sammlung beinhaltet Dokumente und Nachlässe von österreichischen Schriftstellern und Künstlern, die während des austrofaschistischen Regimes oder während der Zeit des Nationalsozialismus in Österreich ins Exil flüchten mussten. Ihre Sammlungen und Archivmaterial stellt die Bibliothek für Forscher und Studenten als Informationszentrum zur Verfügung. 2007 wurde der unabhängige Förderverein Gesellschaft der Freunde der Österreichischen Exilbibliothek gegründet. Er unterstützt Projekte der Österreichische Exilbibliothek.

## Bestand
Die Bibliothek enthält Publikationen österreichischer Schriftsteller in Exil und Emigration, die seit 1933 außerhalb Deutschlands, seit 1938 auch außerhalb Österreichs erschienen sind. Die über 8000 Titel sind auch in dem Online-Katalog des Literaturhauses abrufbar. Das Archiv hält Dokumentationen zu ca. 7000 Personen und zu Schlagworten bereit sowie „Werke von Autoren jüdischer Herkunft in deutscher Sprache“ der 1960er/1970er Jahre. Die Nachlässe und Sammlungen beinhalten Literatur und Übersetzungen, Theater und Film, Journalismus und Publizistik, Wissenschaft, Kunst und Architektur, Briefkonvolute und Autografen von unter anderen Boris Brainin, Gitta Deutsch, Jakov Lind, Alice Penkala, Heinz Markstein, Hilde Zaloscer, Agi Lamm und Bettina Bauer-Ehrlich. Das Foto- und Medienarchiv dokumentiert Fotoporträts österreichischer Künstlerinnen und Künstler im Exil sowie Sammlung historischer Porträts und von Film- und Tondokumenten.